# Natalija Ossadtscha-Janata

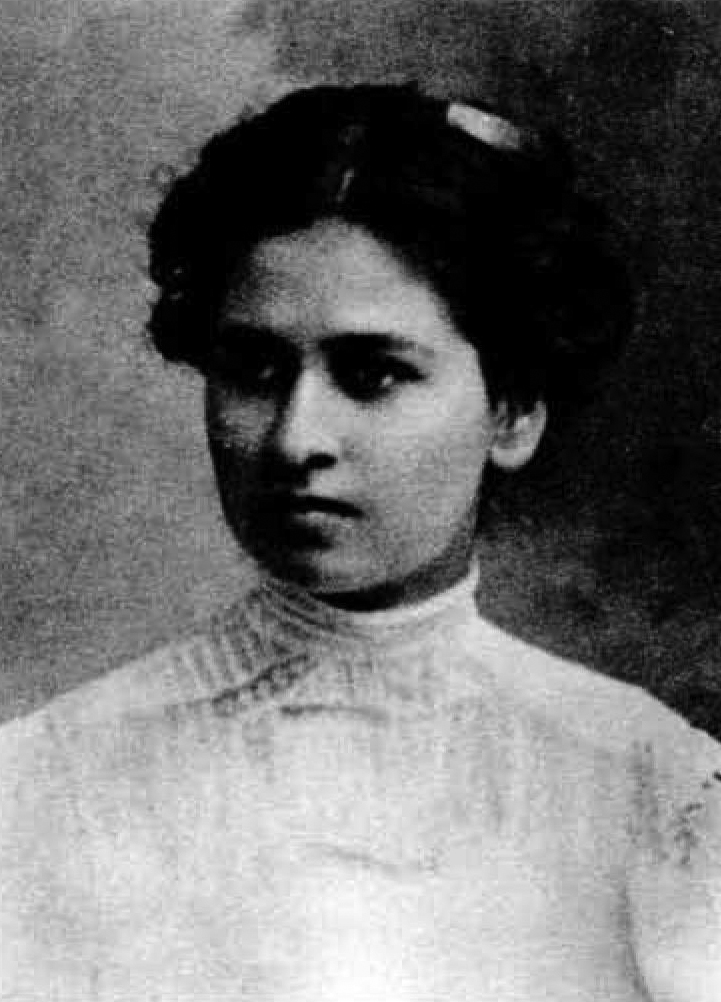
Natalija Ossadtscha-Janata (1910er Jahre)

Natalija Tychoniwna Ossadtscha-Janata (ukrainisch Наталія Тихонівна Осадча-Яната, * 19. Mai 1891 in Cherson; † 9. April 1982 in New York City) war eine ukrainisch-US-amerikanische Botanikerin.

## Leben
Sie studierte seit 1908 in Kiew und absolvierte 1918 eine höhere Lehranstalt für Frauen in Charkiw. Danach arbeitete sie im Naturhistorischen Museum des Gouvernements Taurien. Ab 1921 arbeitete sie in Kiew im Institut für Ukrainische Wissenschaftssprache der Akademie der Wissenschaften. Von 1926 bis 1941 arbeitete sie an den ukrainischen Instituten für angewandte Botanik, experimentelle Medizin und pharmazeutische Chemie in Charkiw.
Ihre wissenschaftliche Forschung bezog sich auf Heilpflanzen, botanische Nomenklatur und Terminologie. Sie sammelte die gebräuchlichen Pflanzennamen von über 150 Gegenden in der Ukraine. Zu ihren schriftlichen Werken gehören „Heilpflanzen der Ukraine, ihre Verbreitung und Verwendung in der Volksmedizin“ (1930–1937), „Wilde Heilpflanzen in der offiziellen und Volksmedizin“ (1939) und „Heilpflanzen der Ukraine, die in der Volksmedizin zur Behandlung von Wunden, Abszessen, Verbrennungen und Knochenbrüchen verwendet werden“ (1941).
Während des Zweiten Weltkriegs ging sie nach Deutschland und 1952 in die USA. Sie verwaltete den Fonds der Ukrainischen Freien Akademie der Wissenschaften in den USA und beteiligte sich an den Aktivitäten der Brooklyner Niederlassung der Union der Ukrainischen Frauen Amerikas. Sie veröffentlichte mehrere Artikel über Heilpflanzen. Außerdem veröffentlichte sie 1952 in New York die Monografie „Kräuter der ukrainischen Volksmedizin“, in der sie 646 Pflanzenarten aus der ukrainischen Flora, die in regionalen Volksheilmitteln verwendet wurden, verzeichnete. Eine weitere Monografie namens „Ukrainische Volksnamen von Pflanzen“ wurde 1973 ebenfalls in New York veröffentlicht.
Sie ist in Bound Brook beerdigt.